# Contea di Grant (Indiana)
La contea di Grant (in inglese Grant County) è una contea dello Stato dell'Indiana, negli Stati Uniti. La popolazione al censimento del 2000 era di 73 403 abitanti. Il capoluogo di contea è Marion.